# 道帳
道帳（みちのちょう）とは、正保期から慶安期にかけて、江戸幕府が諸大名に命じて作らせた、大道・中道・小道・灘道・船路の報告書で、島嶼・岩礁・古城に関する記述がみられるものもある。原則として令制国ごとに編纂された。幕府へ提出された正本は現存が確認されていないが、控本もしくはその関連文書が一部伝存する。「道程帳（みちのりちょう）」ともいう。

## 位置づけ
道帳は、正保期から慶安期にかけての、いわゆる国絵図事業の一環として、幕府が諸大名に対して提出を命じたものである。正保国絵図・正保郷帳・正保城絵図については、正保元年（1644年）12月に提出命令が出されたことが明らかであるが、道帳は、同事業の中途においてその提出が命じられたのではないかと推測されている。記録が残る加賀藩の場合、道帳の作成が命じられたのは、正保3年（1646年）8月であった。なお萩藩の場合、国絵図・郷帳・道帳の作成責任者は同じ人物である。

## 名称
「道帳」は比較的新しい歴史学上の概念であり、歴史学用語である。そのため、『国史大辞典』（吉川弘文館、1979-97年）、『日本国語大辞典』第二版（小学館、2000-02年）等に採録されていない。国絵図・道帳の先駆的研究者である川村博忠氏は、初期の論著で「道程帳」を、のちの多くの論著で「道帳」を用いている。
道帳の作成が命じられた当時においても、名称は特に定まっていなかったと思われ、久留米藩では、「大道筋并小道筋付り川之はゞ深さ橋なとの寄帳」と書き表している。文化5年(1808年)から書物奉行（江戸城紅葉山文庫の管理を担当）を務めた近藤重蔵（正斎）も、「諸国海陸の道筋および古城等の書付」と呼称しており、近世後期に至ってなお名称の定着をみなかったことが窺える。

## 内容
道帳の項目立ては必ずしも統一的ではない。萩藩が提出した周防国・長門国の場合は大道・中道・小道・灘道・舟路・島嶼であり、肥後国は、大道・小道・灘路・船路・船着・瀬はえ・川橋・古城、肥前国では大道筋、脇道、船路、古城となっている。
内容もまた統一的とはいえないが、およそ共通するのは、まず大道の一方の端から他方の端まで順を追いながら、宿駅、一里山、川や坂などの難所、付近の古城について詳細を記述、中道・小道・灘道についてもそれに準じ、船路・船着の記述が続くというものである。いずれも兵の移動に欠かせない情報である。但し肥前国、肥後国の道帳のように、古城についての記述を巻末にまとめる場合もある。
久留米藩の場合、幕府奉行衆より「土佐国の道帳がよき手本となる」との意向を受け、これを借用して写しを作成、そののち藩主自らがその写しを手本として道帳を作成するよう国元に指示しており、道帳の範型が事業の中途において示されたことを示している。

## 古城の記載
道帳の中には、古城（「大名の居城および存置を認められた端城」以外の城、すなわち一国一城令で破却されるなどした城）についての記述があるものもあるが、その記載形式は一様ではない。例えば陸奥国南部領の場合、古城の周囲の地理的環境、各曲輪の規模・形状、曲輪同士の位置関係、堀の長さ・深さ・幅、井戸の数、惣構えの規模などを細かに書き上げているが、肥後国の道帳では、山城・平山城・平城の別、城郭規模の概要、山下の在町や往還との距離が記される程度である。周防国・長門国のように古城の記載そのものがないケースも見られる（伝写の過程で省かれた可能性もある）。

## 道帳の控本あるいは関連史料
- 正保4年「里程大和国著聞記」[15]
- 慶安4年「尾州古城附并高郡附」（名古屋大学附属図書館中央準貴）
- 慶安4年「下野一国(大道並細道法、上り坂下り坂之法、国境ヨリ他国壱里山々之法、川広サ深サ并舟往行、居城古城之改)」[16]
- 慶安2年「奥州之内南部領海陸道規帳」（または「大道筋」、岩手県立図書館）[17]
- 慶安2年「（陸奥国）津軽領分大道小道磯辺路并船路之帳」（弘前市八木橋文庫）[18]
- 正保4年「出羽国大道小道并船路之帳」（東京都千秋文庫）[19]
- 正保4年「加越能三州大道路道程記（微妙公之時代，正保四年加賀・能登・越中三ヶ国之輿地図幕府江進達ニ付，三州之大路・脇道之里程并川橋及海岸湊々船入之都合，海路之里程等取調，相添被指出帳冊之扣）」（石川県立図書館　森田文庫、有隣斎叢書）
- 正保4年「越中国道程帳」（金沢市立図書館）[20]
- 慶安3年「伯州久米郡古城改之控 慶安三庚午四月五日」（国立国会図書館）
- 正保4年「備前国道筋并灘道舟路之帳」（岡山大学図書館）[20]
- 正保4年「備中国道筋并灘道舟路之帳」（岡山大学図書館）[20]
- 慶安3年「周防国大道小道并灘道舟路之帳」（山口県文書館）[9]
- 慶安3年「長門国大道小道并灘道舟路之帳」（山口県文書館）[9]
- 正保4年「淡路国海陸道度之帳」（国立史料館、阿波蜂須賀家文書）[20]
- 正保4年「阿波国海陸道度之帳」（国立史料館、阿波蜂須賀家文書）[20]
- 正保4年「（筑後国）久留米領大道小道之帳」（篠山神社文庫）[21]
- 慶安2年「豊後国古城蹟并海陸路程」[22]
- 慶安2年「肥前一国道則帳」（武雄市図書館・歴史資料館）[23]
- 慶安4年「肥後国 大道小道灘道船路船着瀬はへ川橋古城」（熊本県立図書館）[10]
- 正保3年「琉球国絵図帳（路程帳抄写）」[24]